# Muara Emburung
Muara Emburung is een bestuurslaag in het regentschap Muara Enim van de provincie Zuid-Sumatra, Indonesië. Muara Emburung telt 1193 inwoners (volkstelling 2010).